# Gabula (Syrie)
Gabula est une ancienne cité et ancien évêché de la Syrie romaine, et également un siège titulaire  (in partibus) de l'Église catholique.
Elle se trouve à proximité d'al-Jabbul (Sabkhat al-Jabbul, Djebbul, Djabboul) en Syrie.

## Histoire
Gabula est suffisamment importante dans la province romaine de Syria Prima pour être élevée au rang d'archidiocèse métropolitain du patriarcat d'Antioche (capitale provinciale d'Antioche-sur-l'Oronte) ( Archidioecesis Gabulensis), mais s'éteint à l'époque des invasions musulmanes.
Deux archevêques sont documentés documentés :
- Bassianus (Bassones), participant au premier concile de Nicée en 325
- Flavianus, signataire de la lettre de l'épiscopat de Syria Secunda à l'Empereur byzantin Léon Ier le Thrace (457-474) en 458, après la lapidation par la foule du patriarche Protérius d'Alexandrie[3].

## Siège titulaire
Le diocèse est restauré en 1929 comme siège titulaire d'un archevêché (in partibus) latin. Il est actuellement vacant.
Archevêques titulaires :
- Joseph Attipetty (29 novembre – 15 novembre 1934)
- Patrick Finbar Ryan, Ordre dominicain (O.P.) (13 avril – 6 juin 1940)
- Louis Batanian (10 août 1940 - 6 décembre 1952); auparavant archéparque (archevêque) de Mardin des Arméniens (en) (5 août 1933 - 10 août 1940); puis archéparque d'Alep des Arméniens (Syrie) (6 décembre 1952 - 24 avril 1959) archevêque titulaire de Colonia-en-Arménie (de) (24 avril 1959 - 4 septembre 1962) et évêque auxiliaire du patriarcat de Cilicie des Arméniens (Liban) (24 avril 1959 - 4 septembre 1962), patriarche de Cilicie des Arméniens ([4 septembre 1962] 15 novembre 1962 - 22 avril 1976) et président du Synode de l'Église catholique arménienne (1969 - 22 avril 1976)
- Pompeo Ghezzi (25 octobre 1953 - 17 avril 1957)
- Aurelio Macedonio Guerriero (25 mai 1957 - 19 octobre 1963)
- Francis Carroll, Société des missionnaires d'Afrique (S.M.A.) (14 janvier 1964 – 10 octobre 1980)